# Mariä-Himmelfahrts-Kirche (Bielawa)

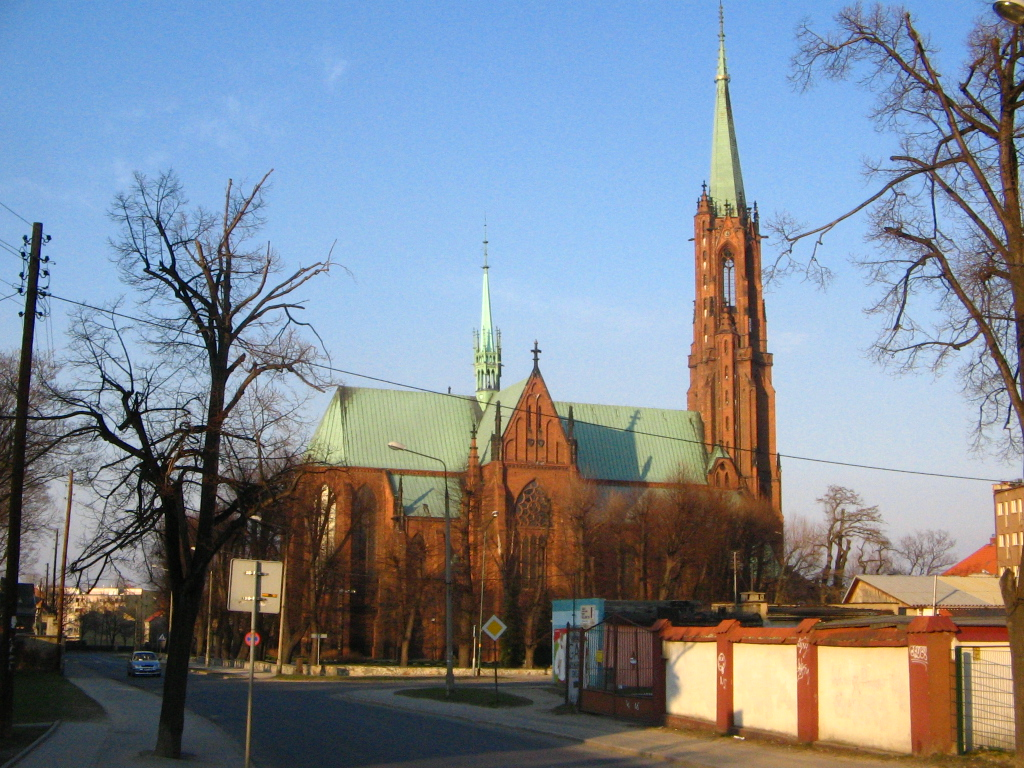
Mariä-Himmelfahrts-Kirche Bielawa

Die Mariä-Himmelfahrts-Kirche in Bielawa (deutsch: Langenbielau) ist eine 1868 bis 1876 im neugotischen Stil nach dem Entwurf des Architekten Alexis Langer erbaute dreischiffige Kirche mit kreuzförmigem Grundriss. Sie wurde am 15. November 1876 geweiht. Der 101 Meter hohe Kirchturm zählt zu den höchsten Kirchtürmen in Polen. Das 1913 entstandene Altarbild zeigt die Himmelfahrt Mariä.
Die Kirche wurde von 1961 bis 1966 renoviert.